# Centrale idroelettrica di Isorella
La centrale idroelettrica di Isorella è situata nel comune di Cherasco, in provincia di Cuneo.

## Caratteristiche
Si tratta di una centrale ad acqua fluente, equipaggiata con due gruppi turbina/alternatore con turbine Francis ad asse orizzontale.